# William L. Fiesinger

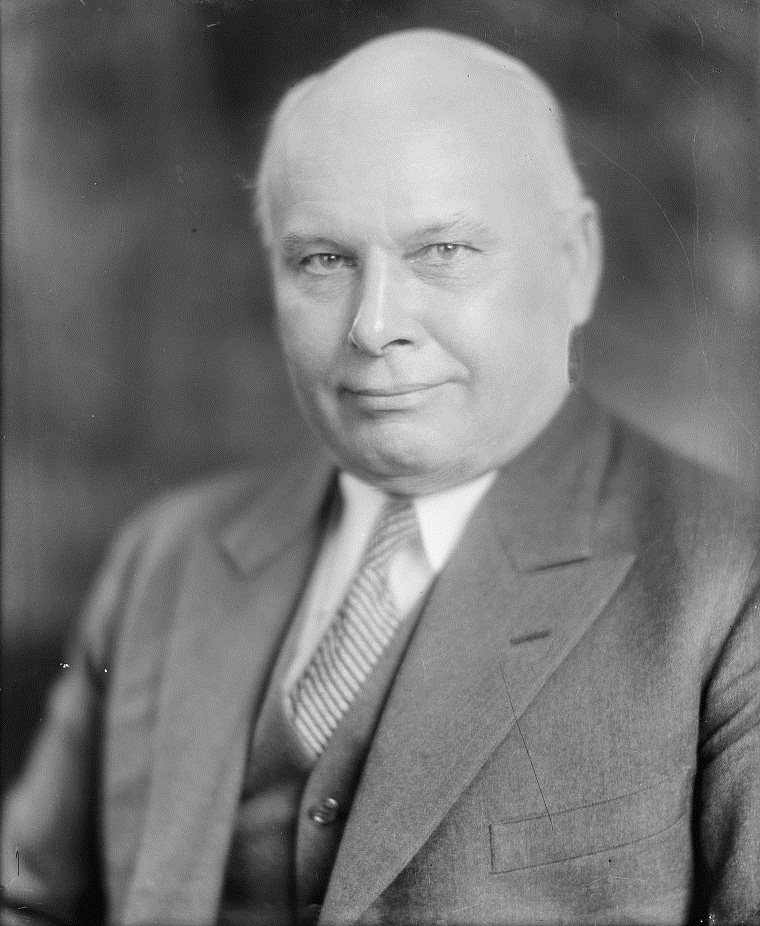
William L. Fiesinger

William Louis Fiesinger (* 25. Oktober 1877 in Willard, Huron County, Ohio; † 11. September 1953 in Cleveland, Ohio) war ein US-amerikanischer Politiker. Zwischen 1931 und 1937 vertrat er den Bundesstaat Ohio im US-Repräsentantenhaus.

## Leben
William Fiesinger besuchte die öffentlichen Schulen in Norwalk. Nach einem anschließenden Jurastudium an der Baldwin-Wallace University in Berea und seiner 1901 erfolgten Zulassung als Rechtsanwalt begann er in Sandusky in diesem Beruf zu arbeiten. Von 1903 bis 1909 war er juristischer Vertreter dieser Stadt. Zwischen 1925 und 1931 fungierte er als Berufungsrichter im Erie County. Politisch schloss er sich der Demokratischen Partei an.
Bei den Kongresswahlen des Jahres 1930 wurde Fiesinger im 13. Wahlbezirk von Ohio in das US-Repräsentantenhaus in Washington, D.C. gewählt, wo er am 4. März 1931 die Nachfolge des Republikaners Joseph E. Baird antrat. Nach zwei Wiederwahlen konnte er bis zum 3. Januar 1937 drei Legislaturperioden im Kongress absolvieren. Seit 1933 wurden dort die ersten der New-Deal-Gesetze der Roosevelt-Regierung verabschiedet. Im Jahr 1935 wurden erstmals die Bestimmungen des  20. Verfassungszusatzes angewendet, wonach die Legislaturperiode des Kongresses jeweils am 3. Januar endet bzw. beginnt.
Im Jahr 1936 wurde William Fiesinger von seiner Partei nicht mehr zur Wiederwahl nominiert. Nach dem Ende seiner Zeit im US-Repräsentantenhaus praktizierte er wieder als Anwalt. Er starb am 11. September 1953 in Cleveland und wurde in Sandusky beigesetzt.